# Gin and Juice
Gin and Juice è il secondo singolo del rapper Snoop Dogg, estratto dal suo album di debutto Doggystyle. Negli Stati Uniti il brano ebbe un gran successo, guadagnandosi l'ottava posizione nella Billboard Hot 100 ed una nomination ai Grammy Award del 1995 come "miglior interpretazione rap di un cantante solista".
Prodotta da Dr. Dre, Gin and Juice contiene campionamenti di Watching You degli Slave per il ritornello e di I Get Lifted di George McRae. Alla parte vocale collaborano anche Dat Nigga Daz, Jewell, Heney Loc, e Sean "Barney" Thomas.
Abbastanza insolitamente per un brano hip hop, Gin and Juice è stata oggetto di cover da parte di altri artisti, come il gruppo di musica country The Gourds nel 1996, il cantante Richard Cheese nel 2004, il comico Naked Trucker and T-Bones nel 2007 e Paul Simon nel 2010, in occasione del Night Of Too Many Stars.

## Il Video
Il video di Gin and Juice è stato diretto da Dr. Dre, Calvin Caday e Surafel, già produttori di alcuni lavori di Tupac Shakur, e ruota intorno ad una idea molto semplice: Snoop, da adolescente, organizza un party selvaggio nella propria casa, mentre i genitori sono assenti. Nel video compaiono Ricky Harris nel ruolo del padre di Snoop, Dr. Dre, Warren G, Nate Dogg e Daz Dillinger, oltre che Lil Bow Wow (che all'epoca aveva sei anni) nel ruolo del fratellino del protagonista.
L'idea, presente in molte commedie adolescenziali americane, sarà in seguito ripresa anche nel video di Tipsy di J-Kwon e nel video di Why Cry di Oowee, in cui compare anche Snoop Dogg. Nel video del brano DPK invece viene realizzata una parodia di Gin and Juice, in cui Snoop alla guida di una bicicletta viene investito da un'automobile guidata da B.G. Knocc Out e Dresta, due "protetti" del produttore Eazy-E, con la quale all'epoca Snoop Dogg e Dr. Dre erano in aperto conflitto.

## Tracce
1. Gin and Juice (Radio Version (No Indo))
2. Gin and Juice (Radio Version)
3. Gin and Juice (Laid Back Remix)
4. Gin and Juice (Laid Back Radio Mix)

## Classifiche
| Classifica (1994) | Posizione massima |
| ----------------- | ----------------- |
| Stati Uniti       | 8                 |
| Stati Uniti (Rap) | 1                 |
| Regno Unito       | 39                |